# Saison 6 d'Urgences
Chronologie
Saison 5 Saison 7
Cet article présente le guide des épisodes de la sixième saison de la série télévisée Urgences (E.R.).
À noter, dans un but de clarification des personnages : il existe différents « grades » concernant les employés d'un hôpital, pour plus de précision consultez la section grades de l'article principal Urgences.

## Distribution

### Acteurs principaux
- Anthony Edwards (VF : William Coryn) : Dr Mark Greene, urgentiste titulaire
- Eriq La Salle (VF : Thierry Desroses) : Dr Peter Benton, titulaire en chirurgie en clinicat de chirurgie traumatologique
- Noah Wyle (VF : Eric Missoffe) : Dr John Carter, urgentiste résident de 3e année
- Julianna Margulies (VF : Hélène Chanson) : Carol Hathaway, infirmière surveillante (départ lors de l'épisode 21)
- Gloria Reuben (VF : Brigitte Berges) : Jeanie Boulet, assistante médicale (départ lors de l'épisode 6)
- Laura Innes (VF : Stéphanie Murat) : Dr Kerry Weaver, urgentiste titulaire, chef des urgences
- Alex Kingston (VF : Catherine Privat) : Dr Elizabeth Corday, titulaire en chirurgie traumatologique, chef associée de la chirurgie
- Paul McCrane (VF : Marc Perez) : Dr Robert « La Flèche » Romano, titulaire en chirurgie générale, chef du personnel de l'hôpital, chef de la chirurgie
- Kellie Martin (VF : Marie-Laure Dougnac) : Lucy Knight, externe (4e année) (décède lors de l'épisode 14)
- Goran Višnjić (VF : Stéphane Ronchewski) : Dr Luka Kovač, urgentiste par intérim lors des premiers épisodes, puis urgentiste titulaire à temps plein
- Michael Michele (VF : Sophie Baranes) : Dr Cleo Finch, résidente en pédiatrie de 2e année
- Erik Palladino (VF : Kris Bénard) : Dr Dave Malucci, urgentiste résident de 2e année (récurrent lors des épisodes 2 à 6, régulier dès l'épisode 7)
- Ming-Na (VF : Yumi Fujimori) : Dr Jing-Meï « Deb » Chen, urgentiste résidente de 3e année (à partir de l'épisode 10)
- Maura Tierney (VF : Laura Blanc) : Abby Lockhart, infirmière et externe de 3e année (guest lors de l'épisode 8 en tant qu'infirmière sage-femme, revient en tant que personnage régulier lors de l'épisode 12)

### Acteurs récurrents

#### Membres du personnel de l'hôpital
- John Aylward (VF : Michel Bedetti) : Dr Donald « Don » Anspaugh, titulaire en chirurgie générale, membre du conseil de l'hôpital
- Sam Anderson (VF : Jean-Claude Robbe) : Dr Jack Kayson, cardiologue titulaire, chef de la cardiologie, membre du conseil de l'hôpital
- Alan Alda : Dr Gabriel « Gabe » Lawrence, urgentiste titulaire
- Amy Aquino (VF : Denise Roland) : Dr Janet Coburn, gynécologue-obstétricienne titulaire
- John Doman : Dr Carl DeRaad, chef de la psychiatrie
- Michael B. Silver : Dr Paul Myers, psyachiatre titulaire
- David Brisbin (nl) : Dr Alexander Babcock, anesthésiste
- Perry Anzilotti (en) : Perry, anesthésiste
- Megan Cole : Dr Alice Upton, pathologiste
- Scott Jaeck (en) : Dr Steve Flint, radiologue
- Conni Marie Brazelton (VF : Barbara Delsol) : Connie Oligario, infirmière
- Ellen Crawford (VF : Anne Ludovik) : Lydia Wright, infirmière
- Deezer D (en) (VF : Martin Brieuc) : Malik McGrath, infirmier
- Yvette Freeman (VF : Maïté Monceau) : Haleh Adams, infirmière (dénommée Shirley Adams dans la version française)
- Lily Mariye (en) (VF : Catherine Artigala) : Lily Jarvik, infirmière
- Laura Cerón (VF : Colette Nucci) : Ethel « Chuny » Marquez, infirmière
- Gedde Watanabe : Yosh Takata, infirmier
- Kyle Richards : Dori, infirmière
- Lucy Rodriguez : Bjerke, infirmière
- Dinah Lenney (en) : Shirley, infirmière en chirurgie
- Bellina Logan (en) : Kit, infirmière en chirurgie
- Meg Thalken (en) : Dee McManus, infirmière volante (secours par hélicoptère)
- Troy Evans (VF : Christian Peythieu) : Frank Martin, réceptionniste
- Kristin Minter (VF : Déborah Perret) : Miranda « Randi » Fronczak, réceptionniste
- Pamela Sinha : Amira, réceptionniste
- Andrew Bowen (en) : Andrew, réceptionniste
- Emily Wagner (VF : Annabelle Roux) : Doris Pickman, secouriste
- Montae Russell (en) : Zadro White, secouriste
- Lynn A. Henderson (VF : Véronique Alycia) : Pamela Olbes, secouriste
- Brian Lester : Brian Dumar, secouriste
- Demetrius Navarro (en) : Morales, secouriste
- Michelle Bonilla : Christine Harms, secouriste
- Erica Gimpel : Adele Neuman, services sociaux

#### Autres
- John Cullum (VF : Jean Lescot) : David Greene, père de Mark Greene
- Yvonne Zima : Rachel Greene, fille de Mark Greene
- Khandi Alexander (VF : Maïk Darah) : Jackie Robbins, sœur de Peter Benton
- Lisa Nicole Carson (VF : Annie Milon) : Carla Reese, amie de Peter Benton
- Matthew Watkins : Reese Benton, fils de Peter Benton
- Frances Sternhagen : Milicent Carter, grand-mère de John Carter
- Judy Parfitt : Isabelle Corday, mère d'Elizabeth Corday
- Mike Genovese : officier Al Grabarsky, policier
- Chad McKnight : officier Wilson, policier
- Cress Williams : Reggie Moore, policier
- David Krumholtz : Paul Sobriki, patient schizophrène récurrent

## Épisodes

### Épisode 1:Laissez faire Weaver
- États-Unis : 30 septembre 1999 sur NBC
- France : 8 octobre 2000 sur France 2

- John Aylward (Dr Donald Anspaugh)
- Sam Anderson (Dr Jack Kayson)
- Scott Jaeck (Dr Steve Flint)
- Cress Williams (Reggie Moore)
- Lisa Nicole Carson (Carla Reese)
- Ellen Crawford (Lydia Wright)
- Yvette Freeman (Haley Adams)
- Laura Ceron (Chuny Marquez)
- Lily Mariye (Lily Jarvik)
- Connie Marie Brazelton (Connie Oligario)
- Deezer D. (Malik)
- Gedde Watanabe (Yosh Takata)
- Kristin Minter (Randy Foncszack)
- Bellina Logan (Kit)
- John Doman (Dr Carl Deraad)
- Erica Gimpel (Adele Newman)
- Emily Wagner (Doris Pickman)
- Montae Russell (Zadro White)
- Lynn A Henderson (Pamela Olbes)
- Brian Lester (Dumar)

### Épisode 2:Derniers Sacrements
- États-Unis : 7 octobre 1999 sur NBC

- John Cullum (David Greene)
- Erik Palladino (Dr Dave Malluchi)
- Lisa Nicole Carson (Carla)
- Cress Williams (Reggie Moore)
- Ellen Crawford (Lydia Wright)
- Yvette Freeman (Haley Adams)
- Laura Ceron (Chuny Marquez)
- Gedde Watanabe (Yosh Takata)
- Kristin Minter (Randy Foncszack)
- John Doman (Dr Carl Deraad)
- Bellina Logan (Kit)
- Montae Russell (Zadro White)
- Brian Lester (Dumar)
- Michelle Bonilla (Harms)
- Matthew Watkins (Reese Benton)
- Yvonne Zima (Rachel Greene)

### Épisode 3:Vaine Jalousie
- États-Unis : 14 octobre 1999 sur NBC

- Alan Alda (Dr Gabe Lawrence)
- Erik Palladino (Dr Dave Malluchi)
- Khandi Alexander (Jackie Robbins)
- Cress Williams (Reggie Moore)
- Yvette Freeman (Haley Adams)
- Laura Ceron (Chuny Marquez)
- Connie Marie Brazelton (Connie Oligario)
- Deezer D. (Malik)
- Kristin Minter (Randy Foncszack)
- Dinah Lenney (Shirley)
- John Doman (Dr Carl Deraad)
- Emily Wagner (Doris Pickman)
- Montae Russell (Zadro White)
- Lynn A Henderson (Pamela Olbes)
- Brian Lester (Dumar)
- Demetrius Navarro (Morales)
- Matthew Watkins (Reese Benton)

### Épisode 4:La Faute du père
- États-Unis : 21 octobre 1999 sur NBC

- John Aylward (Dr Donald Anspaugh)
- Alan Alda (Dr Gabe Lawrence)
- Erik Palladino (Dr Dave Malluchi)
- Yvette Freeman (Haley Adams)
- Lily Mariye (Lily Jarvik)
- Connie Marie Brazelton (Connie Oligario)
- Gedde Watanabe (Yosh Takata)
- Kristin Minter (Randy Foncszack)
- Emily Wagner (Doris Pickman)
- Montae Russell (Zadro White)
- Lynn A Henderson (Pamela Olbes)
- Brian Lester (Dumar)
- Demetrius Navarro (Morales)

### Épisode 5:Vérité et Conséquences
- États-Unis : 4 novembre 1999 sur NBC

- Alan Alda (Dr Gabe Lawrence)
- Erik Palladino (Dr Dave Malluchi)
- Cress Williams (Reggie Moore)
- Yvette Freeman (Haley Adams)
- Laura Ceron (Chuny Marquez)
- Lily Mariye (Lily Jarvik)
- Deezer D. (Malik)
- Gedde Watanabe (Yosh Takata)
- Kristin Minter (Randy Foncszack)
- Michael B Silver (Dr Paul Myers)
- Emily Wagner (Doris Pickman)
- Montae Russell (Zadro White)
- Lynn A Henderson (Pamela Olbes)
- Demetrius Navarro (Morales)

Carol commence à avoir des contractions et s'attend à accoucher à tout moment. Le Dr Lawrence perd brusquement et sans raison son sang-froid lors d'une intervention en urgence, de plus il égare les dossiers de ses patients. Kerry prend sa défense contrairement à Mark qui trouve son attitude étrange. 
L'hôpital reçoit toute une classe de science physique après une expérience qui a mal tourné et qui a provoqué une explosion. L'enseignant est très grièvement blessé et on s'aperçoit qu'il s'agit d'un des élèves qui a interverti des produits afin de s'amuser sans se rendre que la manipulation de son professeur serait fatale. Le père d'un élève veut en découdre avec lui. En essayant de le maitriser, Mark lui écrase sa trachée et manque de le tuer. 
Elaine, la petite amie de Carter, décide de mettre un terme à leur relation.

### Épisode 6:La Paix du monde sauvage
- États-Unis : 11 novembre 1999 sur NBC

- Khandi Alexander (Jackie Robbins)
- Alan Alda (Dr Gabe Lawrence)
- Erik Palladino (Dr Dave Malluchi)
- Cress Williams (Reggie Moore)
- Yvette Freeman (Haley Adams)
- Laura Ceron (Chuny Marquez)
- Lily Mariye (Lily Jarvik)
- Connie Marie Brazelton (Connie Oligario)
- Deezer D. (Malik)
- Gedde Watanabe (Yosh Takata)
- Kristin Minter (Randy Foncszack)
- Lisa Nicole Carson (Carla)
- Emily Wagner (Doris Pickman)
- Montae Russell (Zadro White)
- Lynn A Henderson (Pamela Olbes)
- Brian Lester (Dumar)
- Michelle Bonilla (Harms)
- Matthew Watkins (Reese Benton)

Peter renonce à faire un test de paternité. Il veut considérer définitivement Reese comme son fils. Une explosion violente se produit dans une salle des urgences, Mark qui était à proximité est sonné mais il n'y a aucun blessé, seulement du verre brisé et des dégâts matériels. L'enquête permet de savoir qu'il s'agit d'un bec bunsen qui est resté allumé or Dave et Cleo s'en sont servis. Le coupable est l'un d'eux mais chacun est persuadé qu'il a fermé le robinet d'alimentation de gaz. Kerry se renseigne sur le Dr Lawrence en se rendant dans son ancien établissement et apprend qu'il en a été renvoyé en raison de son état de santé. Mark met au point un stratagème pour le confondre en lui faisant croire qu'il a oublié une patiente qui est en réalité une complice. Lawrence ne se rend pas compte qu'il ne l'a jamais traité. Il avoue finalement à Kerry qu'il est atteint de la maladie d'Alzheimer à un stade précoce et qu'il a cherché à se dissimuler à lui-même sa situation. Kerry lui fait comprendre qu'il ne peut plus continuer à pratiquer la médecine mais elle est déchirée par cette situation car Lawrence a été celui qui l'a formé dans son métier de médecin.

### Épisode 7:Dent pour dent
- États-Unis : 18 novembre 1999 sur NBC

- Alan Alda (Dr Gabe Lawrence)
- Scott Jaeck (Dr Steve Flint)
- Yvette Freeman (Haley Adams)
- Laura Ceron (Chuny Marquez)
- Lily Mariye (Lily Jarvik)
- Connie Marie Brazelton (Connie Oligario)
- Deezer D. (Malik)
- Gedde Watanabe (Yosh Takata)
- Erica Gimpel (Adele Newman)
- Emily Wagner (Doris Pickman)
- Lynn A Henderson (Pamela Olbes)
- Michelle Bonilla (Harms)

### Épisode 8:De grandes espérances
- États-Unis : 25 novembre 1999 sur NBC

- Amy Aquino (Dr Janet Coburn)
- Maura Tierney (Abby Lockart)
- Yvette Freeman (Haley Adams)
- Laura Ceron (Chuny Marquez)
- Lily Mariye (Lily Jarvik)
- Connie Marie Brazelton (Connie Oligario)
- Deezer D. (Malik)
- Kristin Minter (Randy Foncszack)
- John Cullum (David Greene)
- Emily Wagner (Doris Pickman)
- Montae Russell (Zadro White)
- Yvonne Zima (Rachel Green)

### Épisode 9:Quand les armes parlent
- États-Unis : 16 décembre 1999 sur NBC

- John Aylward (Dr Donald Anspaugh)
- Mike Genovese (Al Grabarsky)
- Lisa Nicole Carson (Carla)
- Yvette Freeman (Haley Adams)
- Laura Ceron (Chuny Marquez)
- Lily Mariye (Lily Jarvik)
- Connie Marie Brazelton (Connie Oligario)
- Deezer D. (Malik)
- Gedde Watanabe (Yosh Takata)
- Dinah Lenney (Shirley)
- Pamela Sinha (Amira)
- Bellina Logan (Kit)
- Erica Gimpel (Adele Newman)
- Emily Wagner (Doris Pickman)
- Montae Russell (Zadro White)
- David Brisbin (Dr Alex Babcock)
- Matthew Watkins (Reese Benton)
- Patrick St. Esprit (Mr. Thorpe)

Veille de Noël. Carol ne sait plus où donner de la tête avec ses jumelles. Peter qui craignait de ne plus revoir son fils en raison de la mutation en Allemagne du mari de Carla apprend de sa bouche que l'employeur de Roger a annulé sa promotion. Ils resteront donc à Chicago et ainsi rend inutile désormais la procédure judiciaire engagée par Peter. Carter prend en charge une jeune victime innocente qui a reçu une balle perdue mais qui meurt malgré ses soins. Dans la salle d'attente il rencontre un patient qui avait tiré sur son cousin et qui avait déclenché une fusillade dans les couloirs blessant un agent de sécurité. Une fois ressorti il s'est à nouveau procuré une arme et cela met en colère Carter qui lui balance tous les pistolets qu'il avait collecté en échange de cadeaux. Valerie, patiente de Lucy, est atteinte d'une cardiopathie et a besoin d'une transplantation mais son état nécessite des soins en attendant la greffe. La seule solution est un cœur artificiel mais l'hôpital n'en possède pas. Lucy, à force de persévérance, en obtient un mais pour le raccorder il faut une intervention chirurgicale et seul Romano est capable de la faire mais il est en vacances. Lucy n'hésite pas à le déranger à son domicile. Elle a réussi à le convaincre. Valerie pourra vivre tranquillement jusqu'à ce qu'un vrai cœur soit disponible.

### Épisode 10:Affaires de famille
- États-Unis : 6 janvier 2000 sur NBC

- John Cullum (David Greene)
- Mike Genovese (Al Grabarsky)
- Ellen Crawford (Lydia Wright)
- Yvette Freeman (Haley Adams)
- Gedde Watanab6e (Yosh Takata)
- Erica Gimpel (Adele Newman)
- Cress Williams (Reggie Moore)
- Emily Wagner (Doris Pickman)
- Montae Russell (Zadro White)
- Lynn A Henderson (Pamela Olbes)
- Demetrius Navarro (Morales)
- Michael B Silver (Dr Paul Myers)
- Gabrielle Union (Tamara Davis)

### Épisode 11:Peine de cœur
- États-Unis : 13 janvier 2000 sur NBC

- John Cullum (David Greene)
- Ellen Crawford (Lydia Wright)
- Laura Ceron (Chuny Marquez)
- Lily Mariye (Lily Jarvik)
- Deezer D. (Malik)
- Gedde Watanabe (Yosh Takata)
- Dinah Lenney (Shirley)
- Pamela Sinha (Amira)
- Bellina Logan (Kit)
- Erica Gimpel (Adele Newman)
- Emily Wagner (Doris Pickman)
- Montae Russell (Zadro White)
- Lynn A Henderson (Pamela Olbes)
- Demetrius Navarro (Morales)
- Justin Louis (Michael Mueller)

### Épisode 12:La Même Chanson
- États-Unis : 3 février 2000 sur NBC

- Yvette Freeman (Haley Adams)
- Laura Ceron (Chuny Marquez)
- Connie Marie Brazelton (Connie Oligario)
- Deezer D. (Malik)
- Gedde Watanabe (Yosh Takata)
- Dinah Lenney (Shirley)
- Montae Russell (Zadro White)
- Judy Parfitt (Isabelle Corday)
- Shia LaBeouf (Darnel Smith)

### Épisode 13:Sois sereine mon cœur
- États-Unis : 10 février 2000 sur NBC

- John Cullum (David Greene)
- Ellen Crawford (Lydia Wright)
- Yvette Freeman (Haley Adams)
- Laura Ceron (Chuny Marquez)
- Lily Mariye (Lily Jarvik)
- Connie Marie Brazelton (Connie Oligario)
- Deezer D. (Malik)
- Gedde Watanabe (Yosh Takata)
- Kristin Minter (Randy Foncszack)
- Dinah Lenney (Shirley)
- Pamela Sinha (Amira)
- Emily Wagner (Doris Pickman)
- Montae Russell (Zadro White)
- Lynn A Henderson (Pamela Olbes)
- Brian Lester (Dumar)
- Judy Parfitt (Isabelle Corday)

### Épisode 14:Tous pour eux
- États-Unis : 17 février 2000 sur NBC

- John Aylward (Dr Donald Anspaugh)
- John Cullum (David Greene)
- Judy Parfitt (Isabelle Corday)
- Ellen Crawford (Lydia Wright)
- Yvette Freeman (Haley Adams)
- Laura Ceron (Chuny Marquez)
- Lily Mariye (Lily Jarvik)
- Connie Marie Brazelton (Connie Oligario)
- Deezer D. (Malik)
- Gedde Watanabe (Yosh Takata)
- Kristin Minter (Randy Foncszack)
- Dinah Lenney (Shirley)
- Pamela Sinha (Amira)
- John Doman (Dr Carl Deraad)
- Bellina Logan (Kit)
- Perry Anzilloti (Perry)
- Emily Wagner (Doris Pickman)
- Montae Russell (Zadro White)
- Lynn A Henderson (Pamela Olbes)
- Demetrius Navarro (Morales)
- David Brisbin (Dr Alex Babcock)

Cet épisode mémorable marque la mort de Lucy Knight, et le départ de son interprète, Kellie Martin, qui ne refera plus aucune apparition dans la série. Il s'agit de l'un des épisodes le plus marquant de la série.

### Épisode 15:Être patient
- États-Unis : 24 février 2000 sur NBC

- John Cullum (David Greene)
- Judy Parfitt (Isabelle Corday)
- Ellen Crawford (Lydia Wright)
- Laura Ceron (Chuny Marquez)
- Lily Mariye (Lily Jarvik)
- Connie Marie Brazelton (Connie Oligario)
- Deezer D. (Malik)
- Gedde Watanabe (Yosh Takata)
- Scott Jaeck (Dr Steve Flint)
- Brian Lester (Dumar)

Elizabeth ayant passé la nuit chez Mark, a oublié un dossier médical chez elle. Elle passe le chercher et est surprise de trouver chez elle sa mère et le père de Mark. Elle apprend qu'ils ont une liaison. Mark découvre le cancer métastasé que son père lui cachait en examinant personnellement ses radios. Ce dernier le savait déjà quand il vivait encore à San Diego. Il est condamné à court terme.
Une petite fille courant derrière un ballon traverse la route sans regarder. Kovač, en voiture, rentrant de garde, parvient à l'éviter. Ce n'est pas le cas d'un autre conducteur qui la renverse et prend la fuite. Luka ne tarde pas à porter secours à la petite. Après bien des frayeurs, la jeune fille est sauvée. Plus tard Luka reconnait le conducteur qui a renversé la petite car il vient soigner sa blessure aux urgences. Il se retient de lui mettre une correction et veut le livrer à la police.
Abby s'inquiète d'un patient qui a des pertes sanguines anales. Elle aimerait des examens que Kerry ne veut pas prescrire et elle veut le laisser sortir. Abby a toujours un doute et lui demande de ne pas s'éloigner des urgences. Elle avait raison et elle le sauve d'une hémorragie qui se déclare quelques minutes plus tard.
Carol tente de raisonner une jeune fille atteinte d'une maladie vénérienne de se faire soigner et de prévenir son école mais celle-ci refuse pour éviter un scandale.
Dave accompagne la maman de Lucy qui vient vider le casier de sa fille. Elle rencontre aussi Carter en convalescence à l'hôpital qui apprend combien Lucy la tenait en haute estime.

### Épisode 16:Situation contrôlée
- États-Unis : 23 mars 2000 sur NBC

- John Cullum (David Greene)
- Judy Parfitt (Isabelle Corday)
- Frances Sternaghen (Milicent Carter)
- Ellen Crawford (Lydia Wright)
- Yvette Freeman (Haley Adams)
- Laura Ceron (Chuny Marquez)
- Lily Mariye (Lily Jarvik)
- Connie Marie Brazelton (Connie Oligario)
- Deezer D. (Malik)
- Gedde Watanabe (Yosh Takata)
- Kristin Minter (Randy Foncszack)
- Kyle Richards (Dori)
- Megan Cole (Dr Upton)
- Emily Wagner (Doris Pickman)
- Montae Russell (Zadro White)
- Lynn A Henderson (Pamela Olbes)
- Brian Lester (Dumar)

Le père du Docteur Greene refuse de se faire soigner. Alors que Mark n'a rien dit de l'état de son papa à Elizabeth, son père se confie à la compagne de son fils de son cancer étendu au foie. Elle lui conseille de se battre mais têtu, lui rétorque qu'il en a assez. Carter reprend le travail et souffre beaucoup. Il fait preuve de courage mais se déplace en béquilles, n'est plus dans le rythme et commet des bévues. Mark le recadre sèchement. Finch et Benton sortent ensemble pour faire un billard. Ils s'embrassent pour la première fois. Une maman emmène son nourrisson aux urgences. Mark et Carol essayent de le sauver mais n'y arrivent pas et comprennent pourquoi : prenant des cachets contenant des amphétamines, elle a contaminé son enfant en l'allaitant. Carol est bouleversée car elle donne le sein à ses jumelles. Abby fait une erreur médicale sur un patient atteint d'un cancer en phase terminale et se sent coupable de sa mort. Plus tard elle est sollicitée dans un cas d'urgence vitale et a l'autorisation de poser sa première voie centrale. N'y arrivant pas elle est envoyée à la morgue pour retenter la procédure sur un cadavre. Elle est effrayée d'y reconnaitre son patient qui avait subi son erreur de manipulation et qui a donné son corps à la science. Malgré tout elle est heureuse de réussir la pose de sa voie.

### Épisode 17:Question de choix
- États-Unis : 6 avril 2000 sur NBC

- John Cullum (David Greene)
- Ellen Crawford (Lydia Wright)
- Laura Ceron (Chuny Marquez)
- Lily Mariye (Lily Jarvik)
- Gedde Watanabe (Yosh Takata)
- Kristin Minter (Randy Foncsack)
- Bellina Logan (Kit)
- Erica Gimpel (Adele Newman)
- Emily Wagner (Doris Pickman)
- Montae Russell (Zadro White)
- Lynn A Henderson (Pamela Olbes)
- Mitch Pileggi (M. Watters)

### Épisode 18:Colères
- États-Unis : 13 avril 2000 sur NBC

- John Cullum (David Greene)
- Yvette Freeman (Haley Adams)
- Laura Ceron (Chuny Marquez)
- Lily Mariye (Lily Jarvik)
- Connie Marie Brazelton (Connie Oligario)
- Gedde Watanabe (Yosh Takata)
- Kristin Minter (Randy Foncszack)
- Emily Wagner (Doris Pickman)
- Montae Russell (Zadro White)
- Brian Lester (Dumar)
- Demetrius Navarro (Morales)
- Joel McKinnon Miller (M. Emerson)

### Épisode 19:Le temps passe plus vite que nos rêves
- États-Unis : 27 avril 2000 sur NBC

- John Cullum (David Greene)
- Khandi Alexander (Jackie Robbins)
- Frances Sternaghen (Milicent Carter)
- Ellen Crawford (Lydia Wright)
- Yvette Freeman (Haley Adams)
- Laura Ceron (Chuny Marquez)
- Lily Mariye (Lily Jarvik)
- Connie Marie Brazelton (Connie Oligario)
- Deezer D. (Malik)
- Gedde Watanabe (Yosh Takata)
- Kristin Minter (Randy Foncszack)
- John Doman (Dr Carl Deraad)
- Emily Wagner (Doris Pickman)
- Matthew Watkins (Reese Benton)
- Dakota Fanning (Delia Chadsey)

### Épisode 20:La Grande Faucheuse
- États-Unis : 4 mai 2000 sur NBC

- John Cullum (David Greene)
- Frances Sternaghen (Milicent Carter)
- Ellen Crawford (Lydia Wright)
- Yvette Freeman (Haley Adams)
- Laura Ceron (Chuny Marquez)
- Lily Mariye (Lily Jarvik)
- Connie Marie Brazelton (Connie Oligario)
- Deezer D. (Malik)
- Gedde Watanabe (Yosh Takata)
- Pamela Sinha (Amira)
- John Doman (Dr Carl Deraad)
- Emily Wagner (Doris Pickman)
- Montae Russell (Zadro White)
- Lynn A Henderson (Pamela Olbes)
- Demetrius Navarro (Morales)

### Épisode 21:L'Âme sœur
- États-Unis : 11 mai 2000 sur NBC

- George Clooney (Dr Doug Ross)
- Troy Evans (Frank Martin)
- Ellen Crawford (Lydia Wright)
- Yvette Freeman (Haley Adams)
- Laura Ceron (Chuny Marquez)
- Connie Marie Brazelton (Connie Oligario)
- Deezer D. (Malik)
- Gedde Watanabe (Yosh Takata)
- Montae Russell (Zadro White)
- Yvonne Zima (Rachel Green)

Cet épisode marque le départ de l'infirmière Carol Hathaway (interprétée par Julianna Margulies), qui décide de rejoindre Doug Ross à Seattle. Ce dernier réapparaît pour l'occasion en tant qu'invité sous les traits de George Clooney dans les toutes dernières minutes. Cette séquence sera l'une des plus marquantes de la série. Pour ménager l'effet de surprise et éviter les fuites, les scènes ont été tournées dans la plus grande discrétion puis gardées par l'un des producteurs jusqu'au moment du montage précédant de peu la diffusion. 

### Épisode 22:Les Désarrois du jeune Carter
- États-Unis : 18 mai 2000 sur NBC

- John Aylward (Dr Donald Anspaugh)
- Amy Aquino (Dr Janet Coburn)
- Ellen Crawford (Lydia Wright)
- Troy Evans (Frank Martin)
- Yvette Freeman (Haley Adams)
- Laura Ceron (Chuny Marquez)
- Lily Mariye (Lily Jarvik)
- Connie Marie Brazelton (Connie Oligario)
- Deezer D. (Malik)
- Gedde Watanabe (Yosh Takata)
- Kristin Minter (Randy Foncszack)
- Dinah Lenney (Shirley)
- Mary Heinss (Mary)
- Emily Wagner (Doris Pickman)
- Montae Russell (Zadro White)
- Michelle Bonilla (Harms)